# Every Rule
"Every Rule" é uma canção da cantora e compositora inglesa Charli XCX, contida em seu quinto álbum de estúdio,  Crash (2022). Foi composta pela própria ao lado de seu produtor A. G. Cook, tendo também Oneohtrix Point Never encarregado da tarefa de produção. A faixa foi lançada como o primeiro single promocional do disco em 14 de março de 2022. Liricamente, ela detalha a história de um relacionamento que “não existe mais”.

## Antecedentes e lançamento
"É a história real de que eu e o meu parceiro anterior estávamos cada um em um relacionamento quando nos conhecemos, mas a gente sabia que queria ficar junto. Eu acho que muitos amigos meus também passaram por isso – e obviamente é uma situação muito polêmica. As pessoas têm medo de falar sobre isso. As pessoas sentem vergonha. Mas também é real. Acho que você tem que ser muito corajosa para admitir para si mesma que não está apaixonada pela pessoa com quem está, mas por outra pessoa. É cruel de ambos os lados, e acho que dá para ouvir isso. Eu só me senti confortável para fazer esta música com A. G. Ele nunca me julgaria por dizer essas coisas. É mais uma música feita antes da pandemia, quando A. G. morava em um lugar com um estúdio na garagem. Do lado de fora tinha uma árvore que estava sempre cheia de grilos. Dá para escutar os grilos na gravação, o que eu acho muito fofo e charmoso. Mais ou menos um ano depois de a música ter ficado pronta, A. G. teve a ideia de pedir ao Oneohtrix Point Never para colocar umas coisas na música, o que eu achei ótimo."

XCX explicando sobre a música.
A colaboração foi provocada pela primeira vez em 25 de novembro de 2020, quando Charli disse em uma entrevista: “Eu realmente gosto do novo álbum do Oneohtrix Point Never”. Em 4 de novembro de 2021, Charli fez uma Live no TikTok, onde compartilhou prévias e demos de algumas músicas de seu álbum Crash, incluindo a faixa "Baby", "Beg for You" e outras três músicas com título desconhecido, sendo uma delas esta. Apenas uma pequena introdução da música foi compartilhada. De acordo com Charli, “Every Rule” é uma das músicas mais antigas do álbum, gravada antes mesmo do seu projeto de quarentena, How I'm Feeling Now (2020). Em 11 de março de 2022, a música completa vaza na internet em alta qualidade. A faixa foi lançada oficialmente três dias depois.
Produzida pelo colaborador de longa data A. G. Cook e pelo produtor eletrônico Oneohtrix Point Never, “Every Rule” detalha a história de um relacionamento que “não existe mais”. Na faixa, Charli reflete sobre a doçura de um amor proibido. A balada pop segue Charli enquanto ela canta sobre encontrar um interesse amoroso que já está em um relacionamento — alguém por quem ela está disposta a quebrar as regras. “Estou quebrando todas as regras por você / Você está quebrando todas as regras por mim", ela canta.
“Every Rule” é uma balada suave e de queima lenta tem uma batida suave, sintetizadores suaves e vocais auto-ajustados com uma batida mínima. O riff de sintetizador que serve como espinha dorsal da música parece diretamente retirado dos anos 80 ou 90, enquanto o canto carregado de efeitos de Charli é muito do momento. Com alguns ganchos extras pegajosos e uma performance memorável de Charli.

## Vídeo musical
O vídeo foi lançado juntamente com a música. Com um conceito angelical e uma vibe retrô, o vídeo mostra Charli se apresentando ao lado do produtor britânico A. G. Cook em uma paisagem de sonhos cheia de nuvens. O registro visual tem direção de Imogene Strauss e Luke Orlando.
Em uma entrevista de março de 2022 para a Rolling Stone britânica, Charli disse sobre a música: “É engraçado quando você fala sobre explosões, essa história de amor realmente genuína e bonita neste álbum também é bastante traumático ouvir de volta, porque este é um relacionamento do meu passado que não existe mais. Até a história de como nos conhecemos é bastante explosiva, suponho. Eu realmente amo essa música porque estou apenas dizendo exatamente o que aconteceu e parece muito verdadeiro.”